# Europese sprintkampioenschappen zwemmen 1992
Espoo fungeerde als gastheer van de tweede editie van de Europese kampioenschappen sprint op de kortebaan (25 meter). Op het programma stonden slechts de ultrakorte zwemonderdelen, oftewel de 50- (rugslag, schoolslag en vrije slag) en de 100-meternummers (wisselslag). Het post-olympische toernooi in de Finse stad, georganiseerd door de Europese zwembond LEN, duurde twee dagen, van zaterdag 21 december tot en met zondag 22 december 1992. Namens Nederland vaardigde de KNZB zes zwemmers af: Inge de Bruijn, Ellen Elzerman, Naomi van der Woerd, Casper van Dam, Ron Dekker en Michael van Rijn.

## Medaillewinnaars (mannen)
```
50 meter 
vrije slag

1. Yuri Vlasov (Oekraïne) 22,06
2. Mark Pringer (Duitsland) 22,32
3. 
Mark Foster
 (Groot-Brittannië) 22,32
```

```
50 meter 
rugslag

1. 
Jani Sievinen
 (Finland) 25,07
2. Rudi Dollmayer (Zweden) 25,53
3. Patrick Hermanspann (Duitsland) 25,62
```

```
50 meter 
schoolslag

1. Vassily Ivanov (Rusland) 27,25
2. 
Ron Dekker
 (Nederland) 27,67
3. Dimitri Volkov (Rusland) 27,89
```

```
50 meter 
vlinderslag

1. 
Mark Foster
 (Groot-Brittannië) 23,89
2. Dirk Vandenhirtz (Duitsland) 24,31
3. 
Milos Milosevic
 (Kroatië) 24,49
```

```
100 meter 
wisselslag

1. 
Jani Sievinen
 (Finland) 53,78
2. 
Antti Kasvio
 (Finland) 54,93
3. Indrek Sei (Estland) 55,85
4. 
Ron Dekker
 (Nederland) 55,88
```

```
4×50 meter 
vrije slag
```

```
1. 
Zweden 1.27,94
```

```
2. 
Duitsland 1.28,14
```

```
3. 
Rusland 1.29,99
```

```
4×50 meter 
wisselslag
```

```
1. 
Finland 1.38,10
```

```
2. 
Zweden 1.38,16
```

```
3. 
Rusland 1.38,59
```

## Medaillewinnaars (vrouwen)
```
50 meter 
vrije slag

1. 
Franziska van Almsick
 (Duitsland) 24,95
2. Simone Osygus (Duitsland) 25,42
3. Annette Hadding (Duitsland) 25,75
6. 
Inge de Bruijn
 (Nederland) 26,09
```

```
50 meter 
rugslag

1. 
Sandra Völker
 (Duitsland) 28,57
2. 
Nina Zjivanevskaja
 (Rusland) 28,66
3. Anja Eichhorst (Duitsland) 28,95
6. 
Ellen Elzerman
 (Nederland) 29,86
8. 
Naomi van der Woerd
 (Nederland) 30,09
```

```
50 meter 
schoolslag

1. 
Louise Karlsson
 (Zweden) 31,19 (
Europees record
)
2. Peggy Hartung (Duitsland) 31,55
3. Alicja Peczak (Polen) 31,73
```

```
50 meter 
vlinderslag

1. 
Louise Karlsson
 (Zweden) 27,28
2. 
Inge de Bruijn
 (Nederland) 27,57
3. Susanne Müller (Duitsland) 27,80
```

```
100 meter 
wisselslag

1. 
Louise Karlsson
 (Zweden) 1.01,03 (
Europees record
)
2. 
Daniela Hunger
 (Duitsland) 1.01,95
3. Alicja Peczak (Polen) 1.02,76
```

```
4×50 meter 
vrije slag
```

```
1. 
Duitsland 1.40,63
 (
Europees record
)
Simone Osygus
Annette Hadding

Daniela Hunger

Franziska van Almsick
```

```
2. 
Zweden 1.41,65
```

```
3. 
Rusland 1.43,73
```

```
4×50 meter 
wisselslag
```

```
1. 
Duitsland 1.52,44
```

```
2. 
Zweden 1.52,60
```

```
3. 
Rusland 1.55,97
```

## Medailleklassement
| Plaats | Land                | Goud | Zilver | Brons | Totaal |
| 1      | Duitsland           | 4    | 6      | 4     | 14     |
| 2      | Zweden              | 4    | 4      | 0     | 8      |
| 3      | Finland             | 3    | 1      | 0     | 4      |
| 4      | Rusland             | 1    | 1      | 5     | 7      |
| 5      | Verenigd Koninkrijk | 1    | 0      | 1     | 2      |
| 6      | Oekraïne            | 1    | 0      | 0     | 1      |
| 7      | Nederland           | 0    | 2      | 0     | 2      |
| 8      | Polen               | 0    | 0      | 2     | 2      |
| 9      | Estland             | 0    | 0      | 1     | 1      |
| 9      | Kroatië             | 0    | 0      | 1     | 1      |
| Totaal | Totaal              | 14   | 14     | 14    | 42     |

Langebaan (50 meter):

Boedapest 1926 · 
Bologna 1927 · 
Parijs 1931 · 
Maagdenburg 1934 · 
Londen 1938 · 
Monte Carlo 1947 · 
Wenen 1950 · 
Turijn 1954 · 
Boedapest 1958 · 
Leipzig 1962 · 
Utrecht 1966 · 
Barcelona 1970 · 
Wenen 1974 · 
Jönköping 1977 · 
Split 1981 · 
Rome 1983 · 
Sofia 1985 · 
Straatsburg 1987 · 
Bonn 1989 · 
Athene 1991 · 
Sheffield 1993 · 
Wenen 1995 · 
Sevilla 1997 · 
Istanboel 1999 · 
Helsinki 2000 · 
Berlijn 2002 · 
Madrid 2004 · 
Boedapest 2006 · 
Eindhoven 2008 · 
Boedapest 2010 · 
Debrecen 2012 · 
Berlijn 2014 · 
Londen 2016 · 
Glasgow 2018 · 
Boedapest 2020 · 
Rome 2022

Kortebaan (25 meter):

Sprintkampioenschappen: Gelsenkirchen 1991 · 
Espoo 1992 · 
Gateshead 1993 · 
Stavanger 1994

Kortebaankampioenschappen: Rostock 1996 · 
Sheffield 1998 · 
Lissabon 1999 · 
Valencia 2000 · 
Antwerpen 2001 · 
Riesa 2002 · 
Dublin 2003 · 
Wenen 2004 · 
Triëst 2005 · 
Helsinki 2006 · 
Debrecen 2007 · 
Rijeka 2008 · 
Istanboel 2009 · 
Eindhoven 2010 · 
Szczecin 2011 · 
Chartres 2012 · 
Herning 2013 · 
Netanya 2015 · 
Kopenhagen 2017 · 
Glasgow 2019 · 
Kazan 2021 · 
Otopeni 2023